# Lagurus (planta)
Lagurus és un gènere de plantes de la família de les poàcies. És originari de la regió del Mediterrani.

## Descripció
Són plantes anuals. Fulles amb beina de marges lliures; lígula curta, obtusa i ciliada; limbe lanceolat, plànol. Inflorescència en panícula densa, amb branques hírtules. Espiguetes amb una flor hermafrodita, articulada amb el raquis. glumes subiguals, uninervades, aristade. Raquis perllongada per sobre de la flor, hirsuta. Lema lanceolada, amb 5 nervis poc marcats, biaristulada i amb una aresta dorsal; aresta dorsal geniculada, amb columna retorçada. Pàlea amb 2 quilles, bífida. Lodícules amb 2-3 dents apicals. Ovari glabro. Cariopsi no solcada. Fil el·líptic.

## Taxonomia
El gènere va ser descrit per Carl von Linné i publicat a Species Plantarum 1: 81. 1753. L'espècie tipus és: Lagurus ovatus L.
Etimologia
El nom del gènere deriva del grec llacs, llebre i oura cua, referint-se a la forma de la panícula.
Citologia
El nombre de cromosomes és de: x = 7. 2n = 14. 2 ploidias. Cromosomes 'grans'.
- Lagurus dalmaticus
- Lagurus dimorphus
- Lagurus freynii
- Lagurus humilis
- Lagurus longifolius
- Lagurus nitens
- Lagurus ovatus L.
- Lagurus paniculatus
- Lagurus siculus[4][5]